# Nevo di Ota

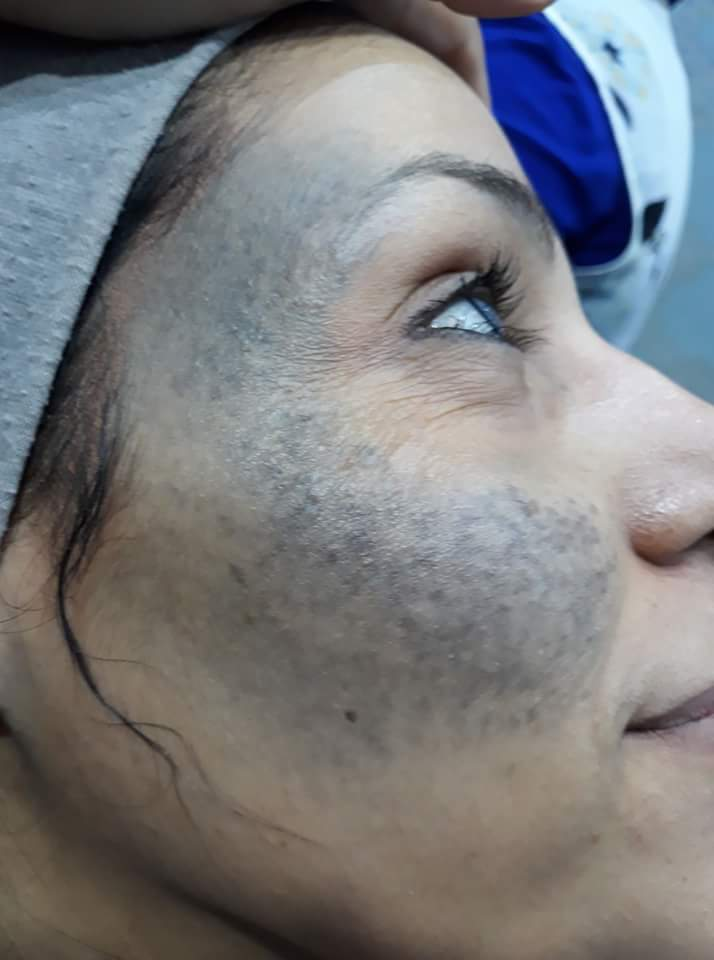

Il nevo di Ota, o melanocitosi oculo-dermica, è un nevo, ovvero un'alterazione di natura benigna della pigmentazione della cute e delle strutture oculari e peri-oculari.

## Storia
Fu per primo descritto nel 1938 da Masao Ōta (Mokutaro Kinoshita), da cui prese il nome l'anno successivo.

## Descrizione
Appare come una chiazza grigio-bluastra disposta lungo le prime due branche del nervo trigemino unilateralmente (rari sono i casi bilaterali) e interessa la regione sclerale dell'occhio nei due terzi dei casi (alto rischio per glaucoma). Istologicamente i melanociti sono presenti a livello dermico.

## Epidemiologia
Colpisce prevalentemente il sesso femminile e le etnie asiatiche (1 su 200 persone in Giappone), può essere presente alla nascita o apparire durante la pubertà. Il 4% dei pazienti può sviluppare un melanoma uveale, per cui è necessario eseguire periodici controlli con l'oftalmoscopio.

## Terapia
La terapia prevede la rimozione tramite laser.